# Лыс
Лыс — село в Новокузнецком районе Кемеровской области. Входит в состав Кузедеевского сельского поселения.

## История
Официально село образовалось в 1906 году во время столыпинских реформ. Тем не менее люди проживали в данной местности ещё раньше.
До 2004 года Лыс был самостоятельной административной единицей. В состав Лысинской территории входило свыше 2 десятков более крупных сельских поселений. Население одного только села Новая Еловка насчитывало примерно 1500 человек.
К началу второго десятилетия XXI века заселёнными остались только Лыс и Большая Сулага, где проживают несколько человек. В селе имеется одна небольшая школа, хорошо обустроенная и облагороженная.

## География
Центральная часть населённого пункта расположена на высоте 340 метров над уровнем моря. При этом центр посёлка расположен в своеобразном углублении (яме). Окраины села представляют собой холмы. С вершин некоторых из них можно разглядеть Шорский хребет (в юго-восточном направлении от села).

## Население
По данным Всероссийской переписи населения 2010 года, в селе Лыс проживает 314 человека (150 мужчин, 164 женщины).